# Etiopija na Olimpijskim igrama 2016.
Etiopija je nastupila na Ljetnim olimpijskim igrama 2016. u Brazilu.

## Biciklizam

### Cesta
- Cestovna utrka (M) - Tsgabu Grmay[1]